# Peralejos de las Truchas
Peralejos de las Truchas è un comune spagnolo di 173 abitanti situato nella comunità autonoma di Castiglia-La Mancia.